# Joseph-Guichard Du Verney
Pour l’article homonyme, voir Duverney.
Joseph-Guichard Du Verney, ou Duverney, né à Feurs en Forez le 5 août 1648 et mort à Paris le 10 septembre 1730, est un médecin français connu pour ses travaux d'anatomie.

## Biographie

### Vie
Issu d’une célèbre famille de médecins, il continue la tradition familiale et obtient son doctorat en médecine en 1667 après des études à Avignon.
Passionné par l'anatomie, il s'installe bientôt à Paris, où il se rend au cercle de l'abbé Pierre Michon Bourdelot ; il y expose l'anatomie du cerveau.
Sa réputation grandit rapidement : « Ses leçons, bornées d'abord à un petit nombre d'auditeurs, devinrent tellement à la mode, que l'enseignement de l'anatomie cessa d'être renfermé dans l'enceinte de Saint-Côme ; les gens du monde vinrent écouter le jeune Du Verney, que son talent remarquable comme professeur fit goûter de plus en plus. »
En 1674, il devient, recommandé par Bossuet, le professeur d'anatomie du Grand Dauphin. En 1680, il est chargé, avec Philippe de La Hire, d'étudier les poissons du littoral breton. En 1681, il a l'honneur de disséquer un éléphant devant Louis XIV.
En 1682, Duverney devient professeur et démonstrateur d'anatomie au Jardin du Roi. Il choisit, pour l'aider pour les préparations et dans ses démonstrations, ses frères Pierre et Jacques-François-Marie. Le titre de démonstrateur d'anatomie fut créé par la suite pour ce dernier.
À sa mort, son fils, Emmanuel-Maurice, médecin lui aussi, lui succède au Jardin du Roi.

### Influence

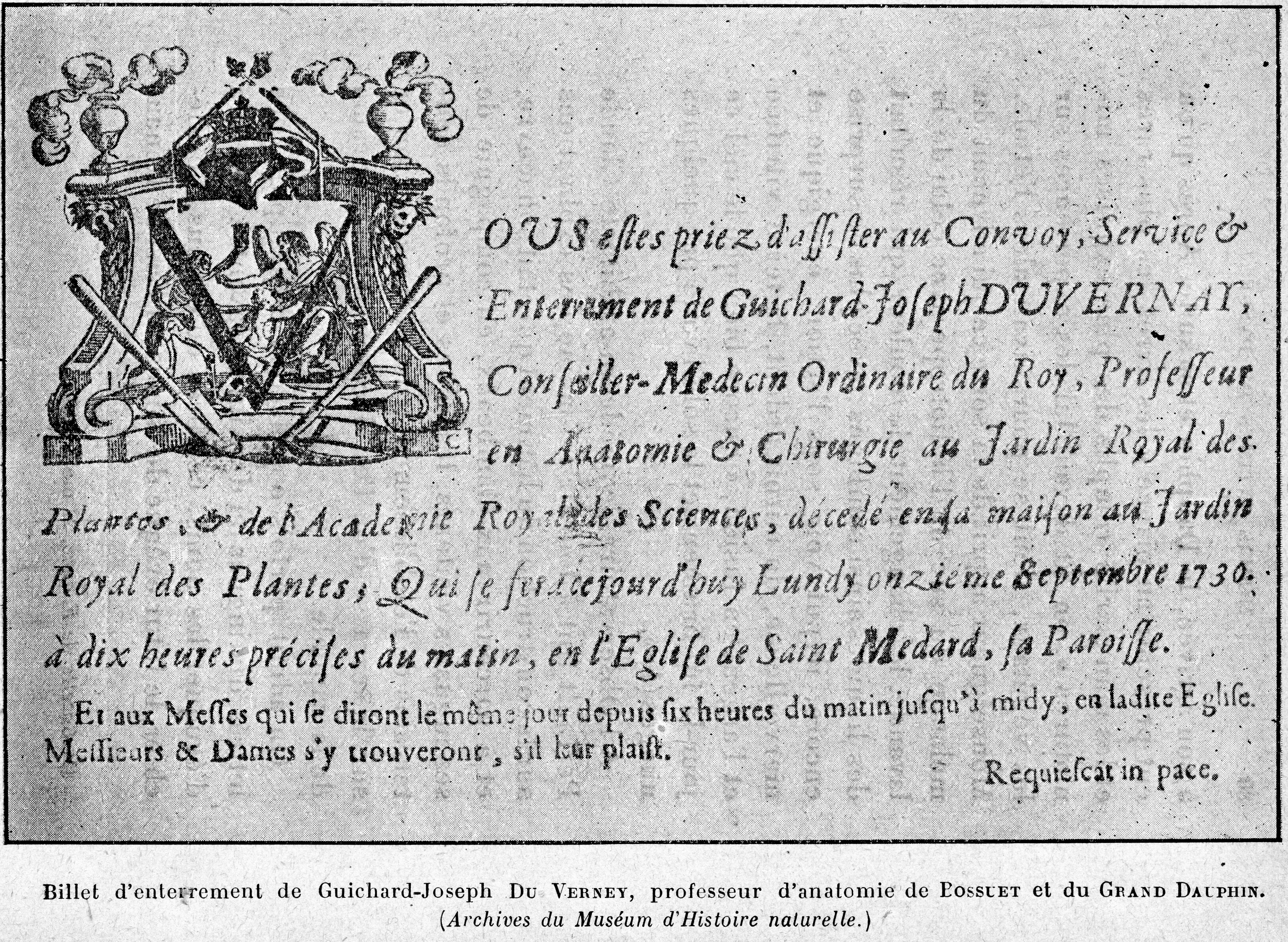
Billet d'enterrement de Guichard-Joseph Du Verney

Il était membre de l'Académie des sciences depuis 1676. Lors de la réorganisation en 1699, il fut pensionnaire anatomiste, premier titulaire nommé par Louis XIV le 28 janvier 1699 et enfin pensionnaire vétéran le 6 août 1725. Fontenelle a écrit son éloge.
Aux côtés de Claude Perrault (1613-1688) et de Jean Pecquet (1622-1674), il exerce une grande influence sur le renouveau des études anatomiques, qui étaient tombées dans l'abandon. D'abord assistant de Claude Perrault, qui lui a montré la voie des recherches sur la structure des animaux, il est par la suite associé au travail collectif de publication d'anatomie comparée qu'il continue après la mort de Perrault. Ce travail était effectué à partir d'animaux (chameau, dromadaire, gazelle, ours, panthère …) provenant de la Ménagerie royale de Versailles.
Il a été le professeur de Pierre Dionis (1643-1718) (à qui il transmit sa charge de démonstrateur en 1673), Jacques-Bénigne Winslow (1669-1760), Jean-Baptiste Sénac (1693-1770) et François-Joseph Hunauld (1701-1742).

## Contributions scientifiques
Le Traité de l'organe de l'ouïe de Du Verney, paru en 1683, est le premier grand ouvrage d'otologie. La théorie de l'audition de Du Verney, conçue avec l'aide du physicien Edme Mariotte est fondamentalement celle que proposa plus tard, au milieu du XIXe siècle, Hermann von Helmholtz. Une erreur devait toutefois être corrigée : Du Verney croyait que les fréquences hautes résonnaient près du sommet de la cochlée, et les basses près de la base ; c'est Domenico Cotugno, vers 1760, qui corrigea ce point.
On doit à Du Verney d'intéressantes observations sur la circulation du sang dans le fœtus et dans les amphibiens, ainsi que la découverte des sinus occipitaux.
Duverney fait, au début du XVIIIe siècle, devant l'Académie des sciences de Paris, plusieurs communications importantes sur les systèmes circulatoires et respiratoires de vertébrés à sang froid comme les grenouilles et les serpents.
Il a fait avancer la connaissance de la respiration des poissons (1701).

## Principales publications

### Publications

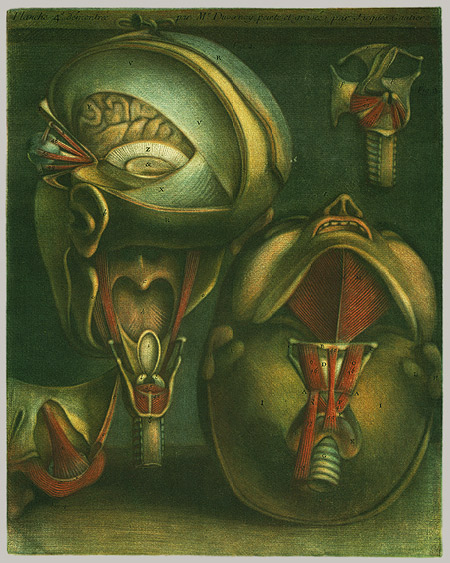
Planche montrant les muscles de la tête, par Jacques Gautier d'Argoty, parue en 1747 dans la Myologie complette en couleur et grandeur naturelle avec des textes de Joseph-Guichard Du Verney.

- Traité de l'organe de l'ouïe, contenant la structure, les usages et les maladies de toutes les parties de l'oreille (en latin : 1683, 1730 ; en français : 1718, 1731[9], 1783 ; en allemand : 1732)
- Lettre à Monsieur ***, contenant plusieurs nouvelles observations sur l'ostéologie (1689)
- Observations sur la circulation du sang dans le fœtus et description du cœur de la tortue et de quelques autres animaux (1699)
- Observations sur une grenouille, qui prouveraient que les nerfs ne sont que des tuyaux (1700)
- Des vaisseaux omphalo-mésentériques (1700)
- Observations anatomiques faites sur les ovaires de vaches et de brebis (1701)
- Mémoire sur la circulation du sang des poissons qui ont des ouïes et sur leur respiration (1701)Lu à la séance du 29 novembre 1701
- L'art de disséquer méthodiquement les muscles du corps humain, mis à la portée des commençants (1749)
- Traité des maladies des os (en français chez de Bure l'Aîné : 2 volumes, 1751 ; en anglais : 1762)
  - En ligne : vol. 1 sur Google Livres ; vol. 2 sur Google Livres
- Œuvres anatomiques de M. Duverney (2 volumes, Paris, Charles-Antoine Jombert, 1761)
  - En ligne : vol. 1 sur Google Livres, 698 p.; vol. 2 sur Google Livres, 1 306 p.

### En ligne
Voir les œuvres numérisées de Joseph-Guichard Duverney dans le site Gallica de la Bibliothèque nationale de France ou chez Google Livres,.

### Avec illustrations

#### Illustrations de Jacques Gautier d'Argoty
Jacques Gautier d'Argoty (1717-1785), portait le titre de peintre-graveur d'anatomie.
- Myologie complète en couleur et grandeur naturelle, composée de l'Essai et de la Suite de l'Essai d'anatomie en tableaux imprimés (1746)
- Anatomie de la tête, en tableaux imprimés qui représentent au naturel le cerveau sous différentes coupes, la distribution des vaisseaux dans toutes les parties de la tête, les organes des sens et une partie de la névrologie, d'après les pièces disséquées et préparées par M. Duverney, en 8 grandes planches dessinées, peintes, gravées et imprimées en couleur et grandeur naturelle, par le sieur Gautier sur Gallica (1748)
- Exposition anatomique de la structure du corps humain, en vingt planches imprimées avec leur couleur naturelle, pour servir de supplément à celles qu'on a déjà données au public, selon le nouvel art, dont M. Gautier est inventeur. Par le même auteur (1759)

#### Avec Roger de Piles et François Tortebat
- Abrégé d'anatomie, accommodé aux arts de peinture et de sculpture et mis dans un ordre nouveau dont la méthode est très facile et débarrassée de toutes les difficultés et les choses inutiles, qui ont toujours été un grand obstacle aux peintres … (1765)

## Compléments

### Éponymie
- Fracture de Duverney (en)[13] ou fracture de Duverney-Thieme : fracture de l'aile iliaque.
- Muscle de Duverney-Horner[14] : muscle de l'orbite de l’œil.
- Foramen de Duverney ou hiatus de Winslow: foramen omental[15]
- Glande de Duverney : glande de Bartholin.
- Incisures de Duverney[16] : incisures du méat acoustique externe.
- Prostate inférieure de Duverney[17] : glande bulbo-uréthrale.